# Вроцлав-Кузьники
Вроцлав-Кузьники (пол. Wrocław Kuźniki) — пассажирская и грузовая железнодорожная станция в городе Вроцлав, в Нижнесилезском воеводстве Польши. Имеет 1 платформу и 2 пути.
Станция была построена в 1874 году. Ныне существующее здание вокзала построили в 1910 году.